# Borgo Baccarato
Borgo Baccarato is een plaats (frazione) in de Italiaanse gemeente Aidone.
Het dorp is in 1941 ontwikkeld als onderdeel van een fascistisch bouwprogramma. Het bood onderdak aan de mijnwerkers van de nabijgelegen zwavelmijn. In de jaren 50 diende Borgo Baccarato als dienstencentrum voor de agrarische bevolking uit de streek. Er waren onder andere winkels, een kerk, een dokterspost en een postkantoor.
In de jaren 70 werd de mijn gesloten, en het dorp raakte daarna verlaten.